# Povodně na Balkáně 2014

Oblasti postižené povodněmi v květnu 2014

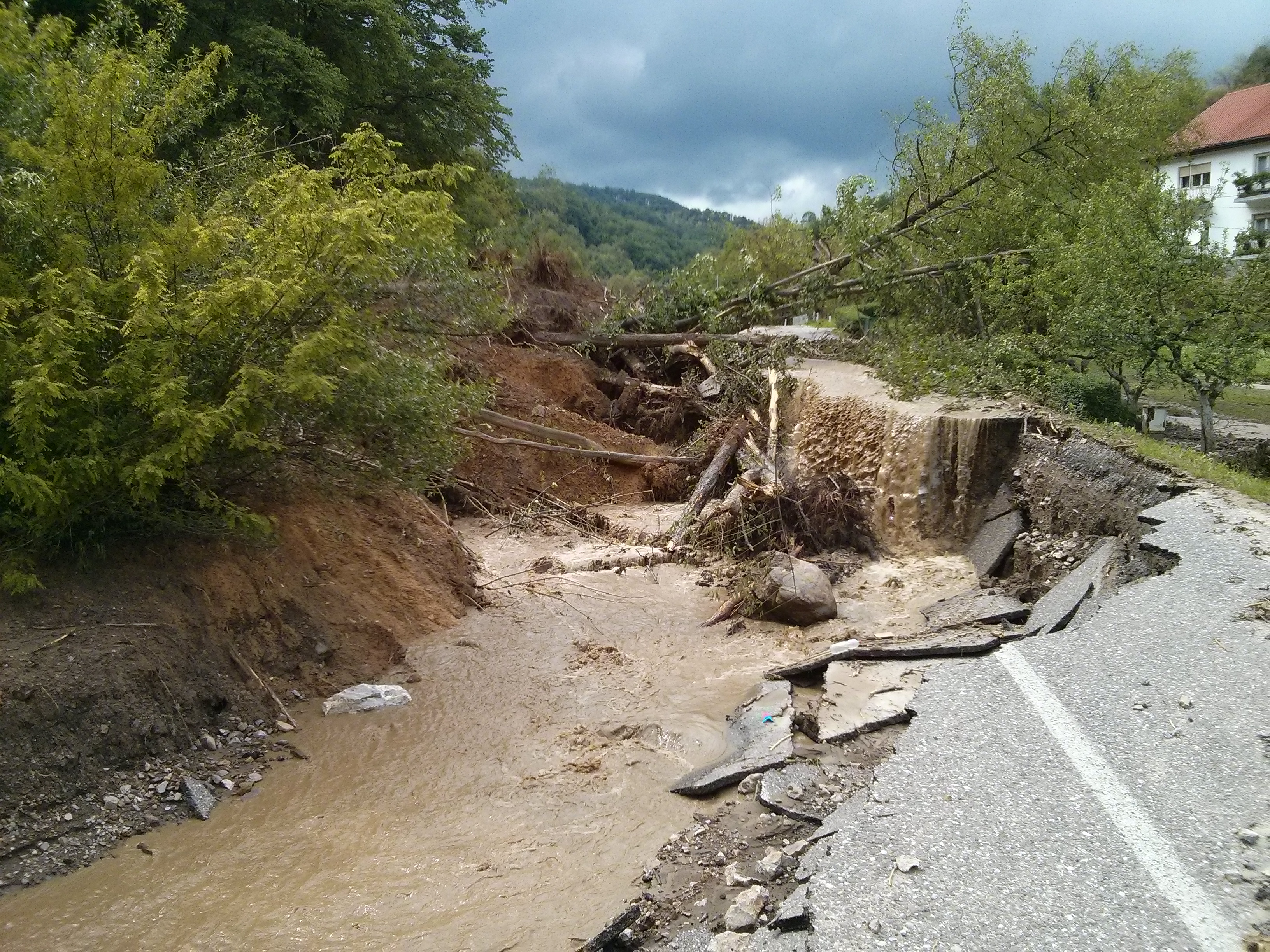
Zničená silnice v srbském městě Krupanj.

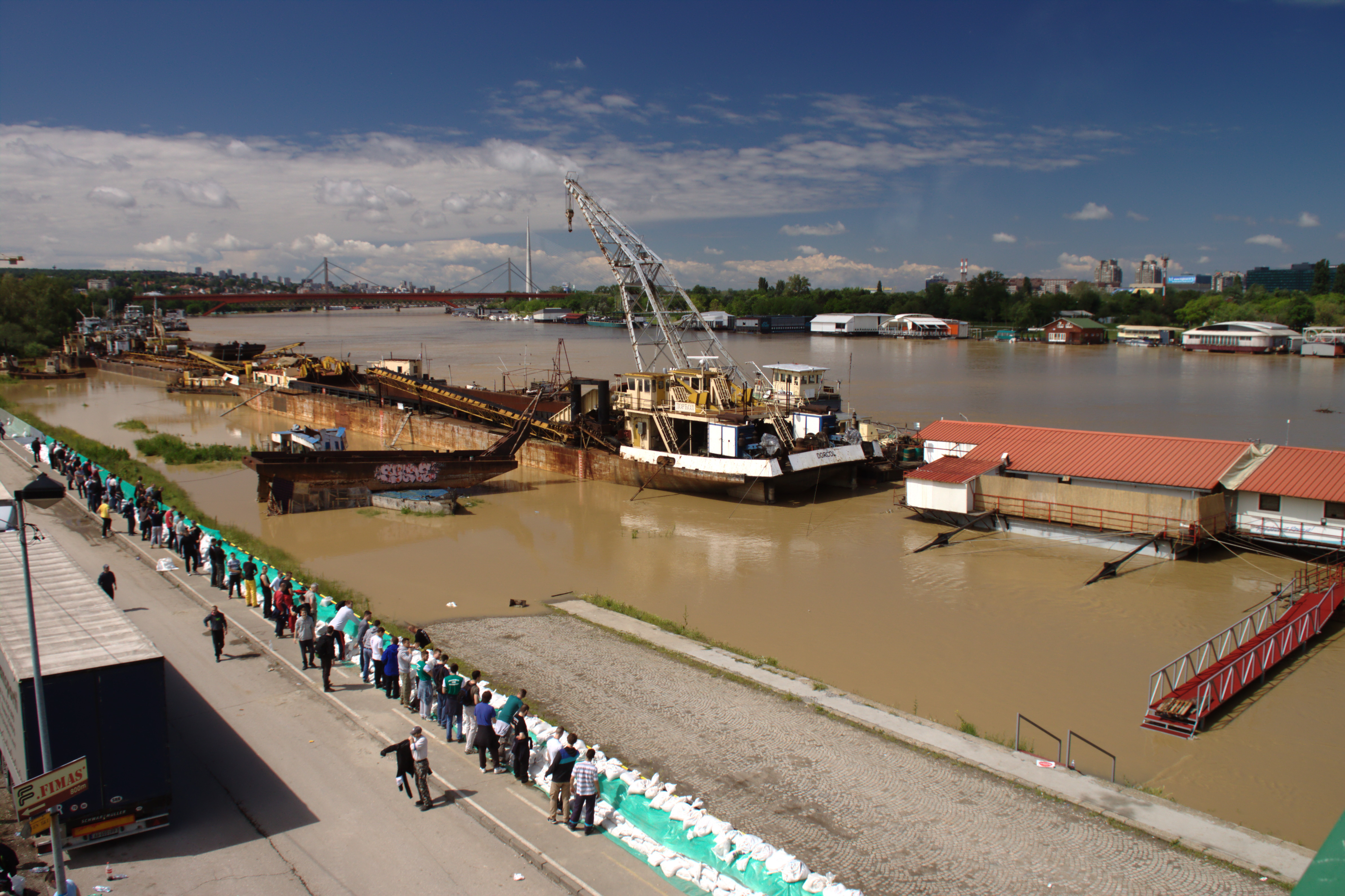
Obyvatelé Bělehradu sledují stoupající hladiny řeky Sáva.

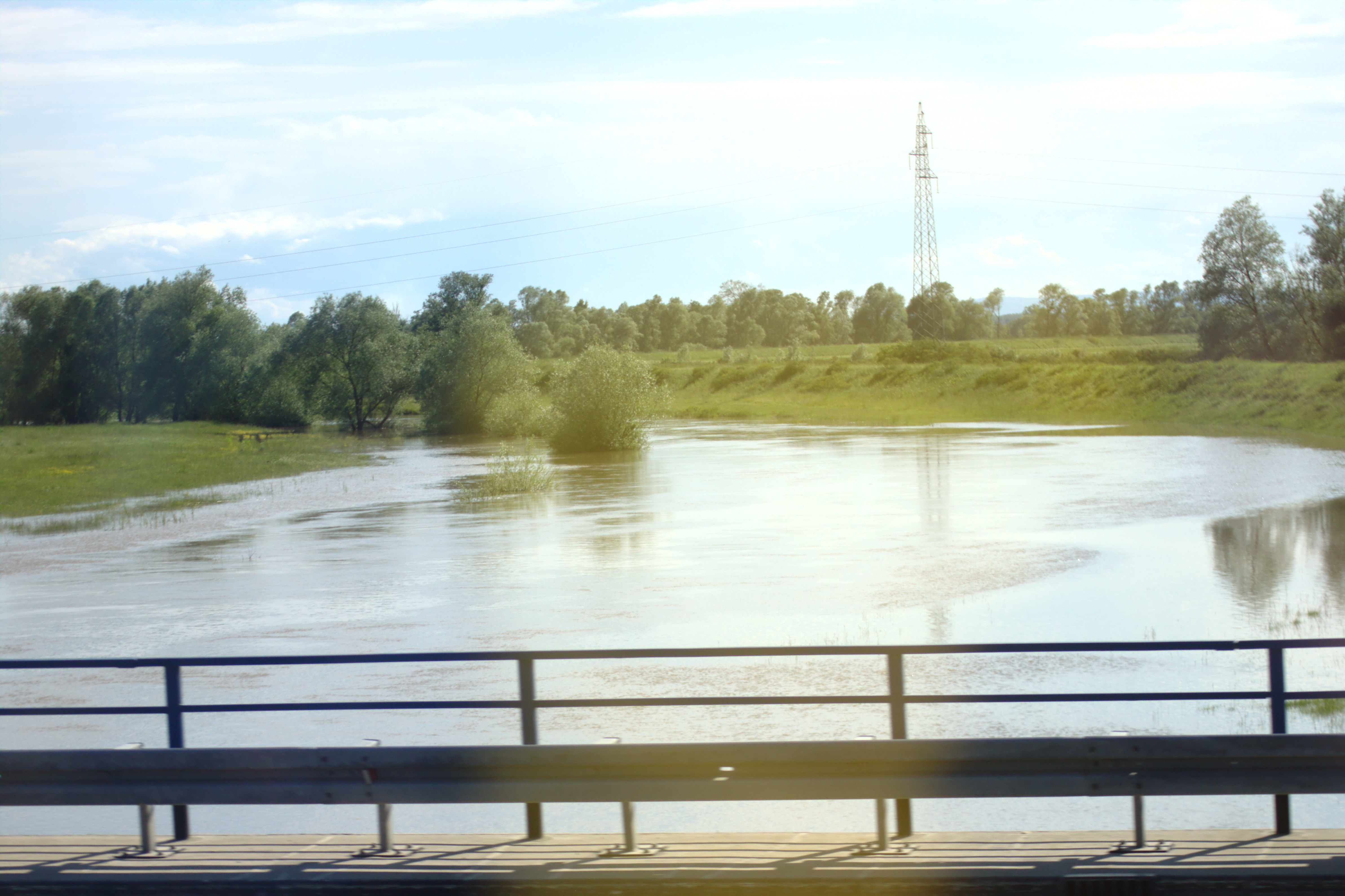
Rozvodněná řeka Česma v Chorvatsku

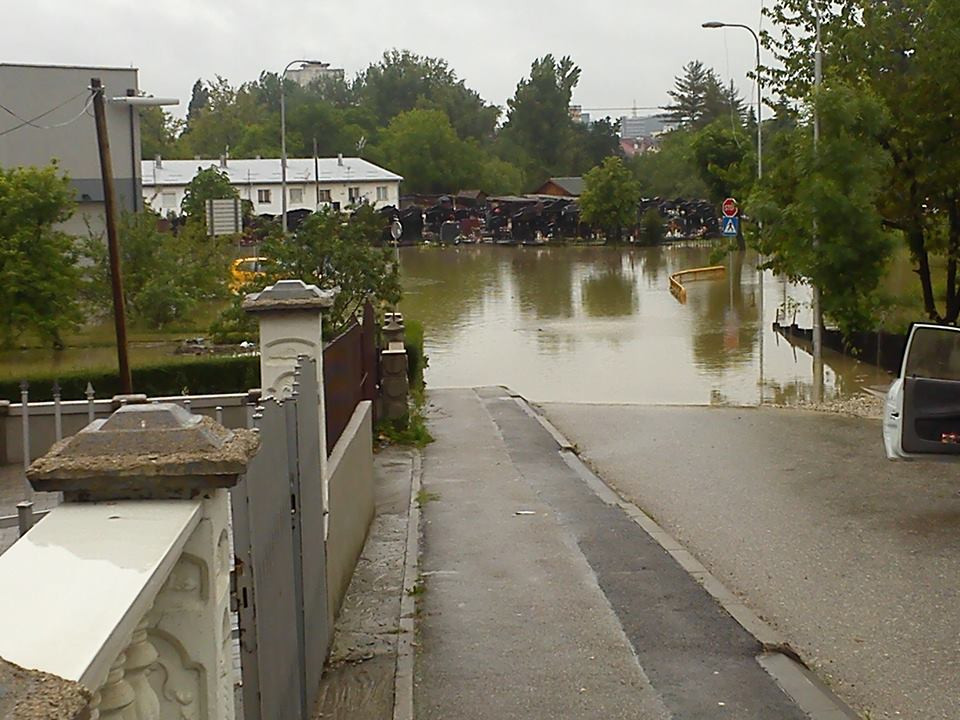
Zaplavený hřbitov v obci Starčevica, Bosna a Hercegovina

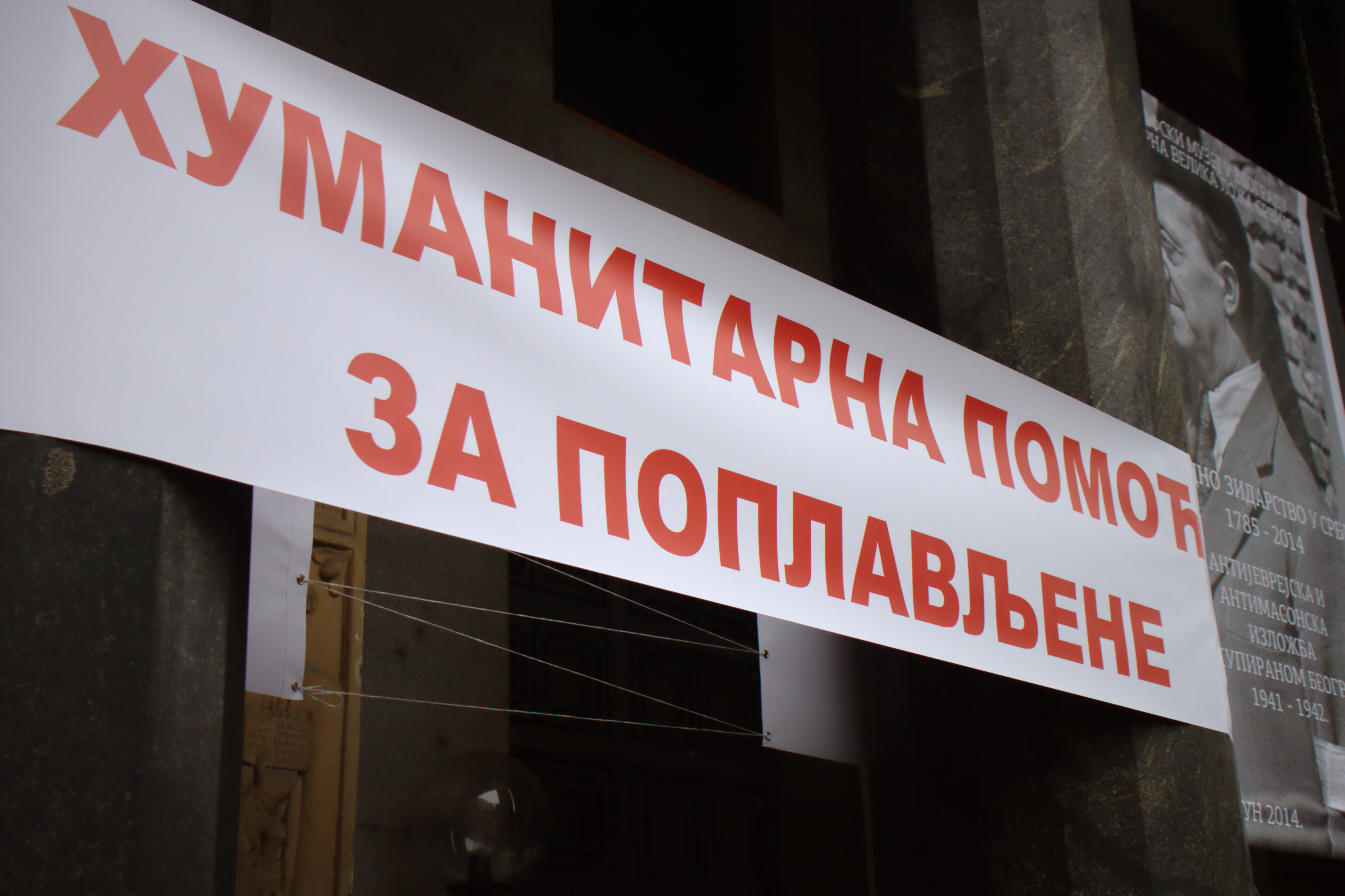
Organizace shromáždění humanitární pomoci v budově Etnografického muzea v Bělehradě.

Povodně na Balkáně v květnu 2014 patřily k největším povodním na území Chorvatska, Bosny a Hercegoviny a Srbska od konce 19. století. Zaplaveno bylo celkem území, kde žije 1,6-2,15 milionu lidí. Povodně si vyžádaly celkem 44 obětí.

## Postižené oblasti

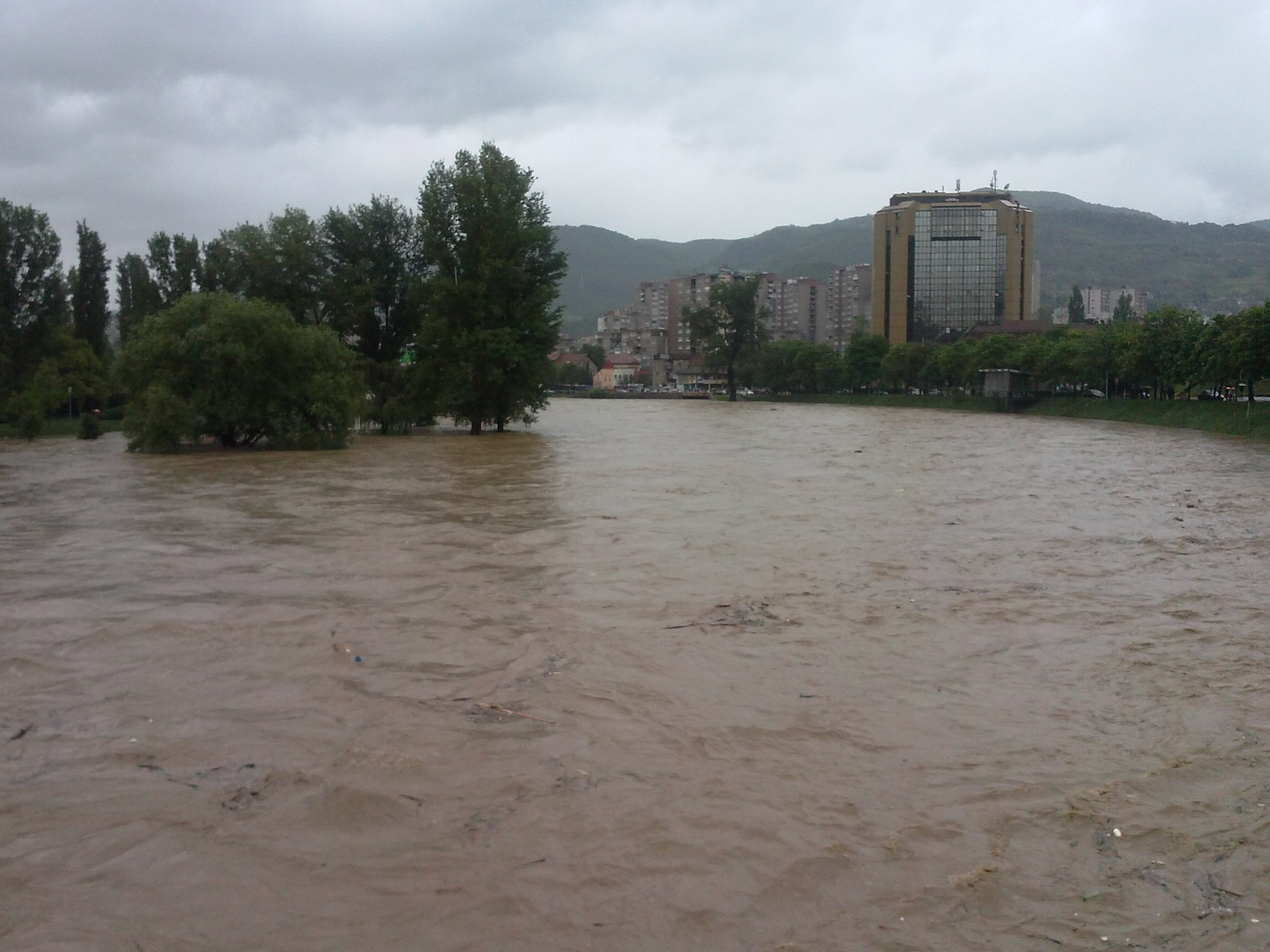
Zasažené město Zenica v Bosně a Hercegovině

Zatopena byla následující města: Brčko, Maglaj, Doboj, Derventa, Tuzla, Prijedor, Travnik, Janja, Bijeljina, Živnice, Zenica, Vareš, Zavidovići, Ključ, Vareš, Banja Luka a Čepinac (na území Bosny a Hercegoviny). Na území Srbska byla postižena vodou následující města: Paraćin, Svilajnac, Valjevo, Kraljevo[zdroj?], Šabac, Sremska Mitrovica, Šid a Obrenovac (který byl celý evakuován). Ve městě Krupanj došlo k sesuvům půdy. Velká voda ohrozila i metropoli Bělehrad, kde byl vybudován několik kilometrů dlouhý val pytlů s pískem. V Chorvatsku byla zasažena Slavonie od okolí Záhřebu až po region Sremu; celkem převážně menší města.

## Vývoj situace

### Začátek povodně
Po mohutných deštích mezi 11. a 17. květnem na území povodí řek Bosna, Una, Dráva, Vrbas, Kolubara a Morava došlo k rozvodnění horských toků i větších řek. Po vzestupu hladin byly přerušeny četné silniční i železniční komunikace a zaplavena řada měst. Narušen byl i průmysl a výroba energie (především elektrárny Kolubara a Nikola Tesla). Bělehrad zůstal několik hodin bez dodávek proudu.[zdroj?] V Srbsku a Bosně a Hercegovině byl vyhlášen mimořádný stav. Kromě vody velké škody způsobily i sesuvy půdy.
15. května byl částečně evakuován Čačak.
Povodňová vlna pokračovala z hor nížinnými oblastmi. Největší nápor zaznamenala řeka Sáva (která na několika místech probila protipovodňové hráze) a Dunaj. Průtok Dunaje těsně před kulminací dosahoval v Đerdapské soutěsce okolo 15 000 m3/s[zdroj?]

### Rozsáhlé povodně a záchranné práce
Dne 18. května dosáhl rozsah postižené oblasti na území tří států rozlohy 24 000 km2, což je větší území, než je rozloha Slovinska. Malá část z tohoto území zasahuje do Chorvatska, zbytek je půl na půl rozdělen mezi Srbsko a BiH. K 20. květnu bylo jen na území Srbska evakuováno 30 000 lidí. Srbsko zaznamenalo k 18. květnu celkem 30 obětí povodní, z toho 14 ve městě Obrenovac, které bylo zasaženo nejvíce.
V zemi bylo do záchranných prací zapojeno na 1200 lidí. K 20. květnu bylo na území Srbska evakuováno 31 873 lidí. Zaplaveno bylo celkem 2 260 objektů, ohroženo vodou dalších 1 763. Angažováno bylo 3 564 hasičů a záchranářů, 847 vozidel, 429 pump a 141 člunů. Zasahovala rovněž srbská armáda. Povodně zvedly ohromnou vlnu solidarity a do záchranných prací se zapojila celá řada nejen občanů všech postižených zemí, ale různá uskupení a organizací, mnohdy i nehumanitárního charakteru, jako např. kluby fotbalových fanoušků (Delije, Grobari a další). Byla zorganizována celá řada sbírek a široká veřejnost se mohla do pomoci zapojit prostřednictvím dárcovských SMS zpráv, které bylo možné zasílat ze všech zemí v Evropě, včetně České republiky.
V oblasti Bosny a Hercegoviny se na mnoha místech sesunula půda, což způsobilo nejen škody na majetku, ale také relokaci některých min z období občanské války v 90. letech. Některé z těchto min explodovaly.

### Odklízení trosek
Okolo 22. května 2014 se situace již normalizovala a hladina vody v řadě oblastí horních toků řek poklesla. I přesto se však objevily obavy z možného šíření nákaz, problémů s hygienou, přemnožení hlodavců a komárů. Nebezpečí se objevilo především v případě epidemie žloutenky. V postižených oblastech byla na území celé BiH provedena desinfekce ihned po poklesu vody. V evakuovaném Obrenovaci na území Srbska byly ihned po poklesu hladiny Sávy a Kolubary zahájeny rovněž tyto práce; odklizeno bylo na 200 tun uhynulých zvířat. Téhož dne (22. května) byly rovněž obnoveny dodávky uhlí do největší srbské elektrárny, TENT.
Řeka Sáva kulminovala v Sremské Mitrovici dne 17. května a o den později rovněž i v Šabaci. Kulminace řeky Sávy v Bělehradě je očekávána na 25. května s hladinou ve výšce 620 cm.

## Dopravní omezení
V Srbsku byla přerušena na mnohých místech silniční i železniční doprava. Zastavil se provoz na dálnici z Bělehradu do Niše a vlaky přestaly jezdit na železniční trati Ruma–Šabac, Bělehrad–Šid, Kruševac–Stalać, Bělehrad–Niš, Bělehrad–Bar a dalších. Mezinárodní rychlíky do Makedonie a Bulharska nebyly mezi 16. a 20. květnem vypravovány vůbec. Dne 21. května byl obnoven provoz ve směru do Černé Hory. Spousta silnic jižně od srbské metropole Bělehradu zůstala uzavřena. Město Bajina Bašta bylo např. dostupné pouze přes vrchol Kadinjača z Užice.
Kvůli nedostatkům elektrické energie během povodní (v souvislosti se zatopením největší uhelné elektrárny v zemi) byly na některých elektrifikovaných tratích nasazeny dieselové soupravy, či byl provoz omezen. Jednalo se především o síť bělehradské příměstské železnice Beovoz.

## Politická reakce
- Představitelé Bosny a Hercegoviny srovnali následky katastrofy s válkou v 90. letech.[16]
- Srbská vláda vzhledem k počtu obětí vyhlásila třídenní státní smutek.[17]
- Srbská vláda vyjádřila prostřednictvím svého velvyslanectví v Záhřebu poděkování chorvatské vládě v pomoci se zvládáním povodní.[18]

## Mezinárodní pomoc
Několik evropských zemí - Bulharsko, Rakousko, Francie, Slovinsko, Česko - vyslalo do postižených oblastí záchranářské týmy. Pomoc nabídlo a poskytlo i Rusko. Kamiony vypravila směrem do Srbska také i sousední Makedonie; finanční pomoc poskytlo Švédsko, Japonsko a další země. Turkmenistán poskytl humanitární pomoc ve formě léků, zdravotnického materiálu a pšeničné mouky..
K záchranářům se přidala řada dobrovolníků ze všech balkánských zemí, kteří pomohli s distribucí vody, potravin, přikrývek a vysoušečů. Do práce se také zapojily chorvatská a srbská armáda. Vypraveno bylo mnoho kamionů s pískem, které byly plněny do pytlů umisťovaných na hráze.
Národní letecká společnost Air Serbia v rámci svých mezinárodních letů poslala ze Stockholmu, Istanbulu, Londýna a dalších světových destinací několik tun humanitární pomoci, která byla později distribuována v postižených oblastech.